# Fuerza espacial
Una fuerza espacial es una rama militar de las fuerzas armadas de una nación que efectúa operaciones militares en el espacio exterior y acciones de guerra espacial. A fecha de 2021, la primera y única fuerza espacial independiente del mundo es la Fuerza Espacial de los Estados Unidos, establecida el 20 de diciembre de 2019. Anteriormente, Rusia tuvo las Fuerzas Espaciales rusas organizadas como tropas independientes en 1992-1997 y en 2001-2011, sin embargo no estaban organizadas como un servicio militar.
Los países con fuerzas espaciales más pequeñas o en desarrollo pueden combinar sus fuerzas aéreas y espaciales bajo una misma rama militar (como las Fuerzas Aeroespaciales rusas, el Ejército del Aire y del Espacio español, el Ejército del Aire y del Espacio francés, o la Fuerza Aeroespacial de la Guardia Revolucionaria islámica iraní), o bien mantenerlas como una agencia de defensa independiente (como las Fuerzas Espaciales rusas de 1992-1997 y 2001-2011 o la Agencia Espacial de Defensa de la India). La República Popular China organiza sus fuerzas espaciales como parte de la Fuerza de Apoyo Estratégico del Ejército Popular de Liberación, una rama combinada de guerra de información. Generalmente, los países con capacidades espaciales militares nacientes la incorporan dentro de sus fuerzas aéreas.

## Historia
El primer objeto artificial que cruzó la línea de Kármán, el límite entre el aire y el espacio, fue el MW 18014, un cohete A-4 lanzado por el alemán Heer el 20 de junio de 1944 desde el Centro de Investigación del Ejército de Peenemünde. El A-4, más conocido como V-2, fue el primer misil balístico del mundo, utilizado por la Wehrmacht para lanzar ataques de largo alcance contra las Fuerzas Aliadas en el Frente Occidental durante la Segunda Guerra Mundial. Sin embargo, el diseñador del A4, Wernher von Braun, tenía aspiraciones de utilizarlos como vehículos de lanzamiento espacial. Tanto en los Estados Unidos como en la Unión Soviética, el desarrollo espacial militar comenzó inmediatamente después de que concluyese la Segunda Guerra Mundial, con Wernher von Braun desertando a los Aliados y ambas superpotencias reuniendo cohetes V-2, materiales de investigación y científicos alemanes para impulsar sus propios programas espaciales y de misiles balísticos.
En los Estados Unidos, había una feroz rivalidad entre servicios entre la Fuerza Aérea y del Ejército acerca de qué servicio ganaría la responsabilidad del programa espacial militar. La Fuerza Aérea, la cual había comenzado a desarrollar su programa espacial en 1945 mientras era las Fuerzas Aéreas del Ejército, veía las operaciones espaciales como una extensión de su misión de poder aéreo estratégico, mientras que el Ejército argumentaba que los misiles balísticos eran una extensión de la artillería. La Armada también desarrolló cohetes, pero principalmente para proyectos del Laboratorio de Investigación Naval, en lugar de buscar activamente el desarrollo de una capacidad espacial operativa. En última instancia, los rivales espaciales de la Fuerza Aérea en la Agencia de Misiles Balísticos del Ejército, en el Laboratorio de Investigación Naval y en la Agencia de Proyectos de Investigación Avanzada fueron absorbidos por la NASA cuando ésta se creó en 1958, dejando a la Fuerza Aérea como la única organización espacial militar importante dentro del Departamento de Defensa de Estados Unidos. En 1954, el general Bernard Schriever estableció la División de Desarrollo Occidental dentro del Comando de Investigación y Desarrollo Aéreo, convirtiéndose en la primera organización espacial militar de EE. UU., la cual sigue existiendo en la Fuerza Espacial de los EE. UU. como Centro de Sistemas Espaciales y de Misiles, su centro de investigación y desarrollo.
Durante las décadas de 1960 y 1970, las fuerzas espaciales de la Fuerza Aérea se organizaron dentro del Comando de Defensa Aeroespacial para las fuerzas de defensa antimisiles y vigilancia espacial, el Comando Aéreo Estratégico para satélites de reconocimiento meteorológico y el Comando de Sistemas de la Fuerza Aérea para comunicaciones por satélite, lanzamiento espacial y sistemas de desarrollo espacial. En 1982, las fuerzas espaciales de la Fuerza Aérea de los EE. UU. se centralizaron en el Comando Espacial de la Fuerza Aérea, el primer predecesor directo de la Fuerza Espacial de los EE. UU. Las fuerzas espaciales estadounidenses se emplearon por primera vez en la Guerra de Vietnam y continuaron brindando comunicaciones por satélite, clima y apoyo de navegación durante la Guerra de las Malvinas de 1982, la invasión de Granada por los Estados Unidos en 1983, el bombardeo de Libia por los Estados Unidos en 1986 y la invasión de Panamá por los Estados Unidos en 1989. El primer empleo importante de fuerzas espaciales culminó en la Guerra del Golfo, donde demostraron ser tan importantes para la coalición liderada por Estados Unidos, que a veces se la conoce como la primera guerra espacial. Las primeras discusiones sobre la creación de un servicio espacial militar en los Estados Unidos ocurrieron en 1958, y la idea fue burlada por el presidente Reagan también en 1982. La Comisión Espacial de 2001 abogó por la creación de un Cuerpo Espacial entre 2007 y 2011 y una propuesta bipartidista en el Congreso de los EE. UU. habría creado un Cuerpo Espacial en 2017. El 20 de diciembre de 2019, se firmó la Ley de la Fuerza Espacial de los Estados Unidos, que forma parte de la Ley de Autorización de Defensa Nacional para 2020, creando un servicio espacial independiente mediante el cambio de nombre y la reorganización del Comando Espacial de la Fuerza Aérea en la Fuerza Espacial de los Estados Unidos.
En la Unión Soviética, el programa espacial inicial fue liderado por la oficina de diseño OKB-1, dirigida por Serguéi Koroliov. A diferencia de los Estados Unidos, donde la Fuerza Aérea de los Estados Unidos tenía preeminencia en el desarrollo espacial y de misiles, las Fuerzas Terrestres Soviéticas, y específicamente la Artillería de la Reserva del Alto Mando Supremo (RVGK), eran los responsables de los programas espaciales militares y de misiles, con RVGK como responsable del lanzamiento del Sputnik 1, el primer satélite artificial del mundo, el 4 de octubre de 1957. En 1960, las fuerzas espaciales militares soviéticas se reorganizaron en el 3.er Departamento de la Dirección Principal de Misiles del Ministerio de Defensa, antes de que en 1964 pasaran a formar parte de la nueva Dirección Central de Activos Espaciales de las Fuerzas de Cohetes Estratégicos soviéticos. La Dirección Central de Activos Espaciales de las Fuerzas de Cohetes Estratégicos pasaría a llamarse Dirección Principal de Activos Espaciales en 1970, siendo transferida para informar directamente al Ministerio de Defensa soviético en 1982, y en 1986 se convirtió en la Dirección Principal de Activos Espaciales. Establecidas en 1967, las Fuerzas de Defensa Antiaérea y de Misiles Antibalísticos de las Fuerzas de Defensa Aérea Soviéticas eran las responsables de las operaciones de vigilancia y defensa espacial.
Cuando la Unión Soviética colapsó en 1991, la Federación de Rusia heredó sus fuerzas espaciales, siendo la Dirección General de Activos Espaciales reorganizada en las Fuerzas Espaciales Militares, tropas independientes bajo control del Ministerio de Defensa de Rusia a pesar de no ser un servicio militar. Las Fuerzas de Defensa Antiespacial y Antimisiles Balísticos de las Fuerzas de Defensa Aérea Soviéticas se reorganizaron en las Tropas de Defensa Espacial y de Cohetes de las Fuerzas de Defensa Aérea Rusas.  En 1997, las Tropas de Defensa Espacial y de Cohetes y las Fuerzas Espaciales Militares se fusionaron en las Fuerzas de Misiles Estratégicos; sin embargo, esto subordinó las prioridades de las tropas espaciales a las de las fuerzas de misiles, lo que resultó en el establecimiento de las Fuerzas Espaciales Rusas como tropas independientes en 2001. En 2011, las Fuerzas Espaciales Rusas se convirtieron en el Comando Espacial Ruso, parte de las Fuerzas de Defensa Aeroespacial de Rusia, unificando las fuerzas de defensa aérea y espacial de Rusia en un solo servicio. En 2015, la Fuerza Aérea de Rusia y las Fuerzas de Defensa Aeroespacial de Rusia se fusionaron para formar las Fuerzas Aeroespaciales de Rusia, que restablecieron las Fuerzas Espaciales de Rusia como una de sus tres sub-ramas pero sin ser una entidad independiente.

En 1998, el Ejército Popular de Liberación de China comenzó a organizar sus fuerzas espaciales bajo el Departamento de Armamento General, antes de reorganizarlas en 2015 como el Departamento de Sistemas Espaciales de la Fuerza de Apoyo Estratégico del Ejército Popular de Liberación.

Emblemas delta de fuerzas espaciales
Emblema delta de la Fuerza Espacial de los Estados Unidos
Emblema delta de las Fuerzas Espaciales de Rusia
Emblema delta de la Fuerza de Apoyo Estratégico del Ejército Popular de Liberación chino